# Mystery Land
Mystery Land è stato un programma televisivo italiano di divulgazione pseudoscientifica, andato in onda in prima serata su Italia 1 il 4 e l'11 ottobre 2021 per due puntate con la conduzione di Alvin e Aurora Ramazzotti.

## Il programma
Il programma, condotto da Alvin e Aurora Ramazzotti, era prodotto da Contenuti Production & Media e scritto da Roberto Giacobbo, Irene Bellini, Max Fraticelli, Michele Rossi Flenghi e da Luca Potenziani.

## Edizioni
| Edizione | Anno | Sottotitolo                  | Conduzione | Conduzione        | Periodo        | Periodo         | Puntate | Regia      |
| Edizione | Anno | Sottotitolo                  | Conduzione | Conduzione        | Inizio         | Fine            | Puntate | Regia      |
| -------- | ---- | ---------------------------- | ---------- | ----------------- | -------------- | --------------- | ------- | ---------- |
| 1ª       | 2021 | La grande favola dell'ignoto | Alvin      | Aurora Ramazzotti | 4 ottobre 2021 | 11 ottobre 2021 | 2       | Ico Fedeli |

## Puntate e ascolti

### Prima edizione (2021)
La prima edizione di Mystery Land, denominata Mystery Land - La grande favola dell'ignoto, è andata in onda ogni lunedì in prima serata su Italia 1 il 4 e l'11 ottobre 2021 per due puntate con la conduzione di Alvin e Aurora Ramazzotti. Dopo la messa in onda della seconda puntata il programma è stato sospeso a causa dei bassi ascolti.
| Puntata | Messa in onda   | Ascolti        | Ascolti | Ascolti |
| Puntata | Messa in onda   | Telespettatori | Share   | Fonte   |
| ------- | --------------- | -------------- | ------- | ------- |
| 1       | 4 ottobre 2021  | 782 000        | 4,00%   | [ 6 ]   |
| 2       | 11 ottobre 2021 | 581 000        | 2,80%   | [ 7 ]   |
| Media   | Media           | 681 500        | 3,40%   |         |

## Audience
| Edizione | Rete televisiva | Anno | Stagione | Programmazione | Programmazione | Programmazione | Programmazione | Programmazione | Programmazione | Programmazione | Collocazione | Media auditel  | Media auditel | Premiere       | Premiere | Finale         | Finale |
| Edizione | Rete televisiva | Anno | Stagione | L              | M              | M              | G              | V              | S              | D              | Collocazione | Telespettatori | Share         | Telespettatori | Share    | Telespettatori | Share  |
| -------- | --------------- | ---- | -------- | -------------- | -------------- | -------------- | -------------- | -------------- | -------------- | -------------- | ------------ | -------------- | ------------- | -------------- | -------- | -------------- | ------ |
| 1ª       | Italia 1        | 2021 | autunno  |                |                |                |                |                |                |                | Prima serata | 681 500        | 3,40%         | 782 000        | 4,00%    | 581 000        | 2,80%  |